# Лампсаков, Николай Александрович
Николай Александрович Лампсаков (12 марта 1875—1937) — врач, Герой труда.

## Биография
Родился в 1875 в селе Котлован Вышневолоцкого уезда Тверской губернии (ныне Удомельского городского округа Тверской области). По национальности русский. В молодости участвовал в студенческом движении, во время учёбы в университете был исключён на год за участие в студенческой забастовке (1899). В 1903 окончил с отличием медицинский факультет Императорского Томского университета, получив степень лекаря. После окончания университета ему было предложено возглавить строительство первой земской больницы в Причулымье в селе Ново-Кусково как базового для целого переселенческого района. Под его руководством были построены новое здание больницы (1904), заразный барак (1906—1909), амбулатория (1915). Врачебный пункт обслуживал 72 селения Ново-Кусковской волости (и других волостей Причулымья) в Томском уезде — и 11 селений волостей Мариинского уезда Томской губернии.
В годы Первой мировой войны служил полковым врачом 37-го Сибирского стрелкового полка в Омске. Вернувшись в Ново-Кусково, работал в районной больнице. В Гражданскую войну был одним из гражданских руководителей Ново-Кусково и при этом не задумываясь лечил раненых как белых офицеров, так и (тайно) — красных партизан. С приходом в уезд с 29 декабря 1919 года частей 5-й Красной Армии, ему новая власть разрешила не только продолжать врачебную практику, но и сохранила для его семьи большой дом, специально построенный для доктора ещё до Революции.

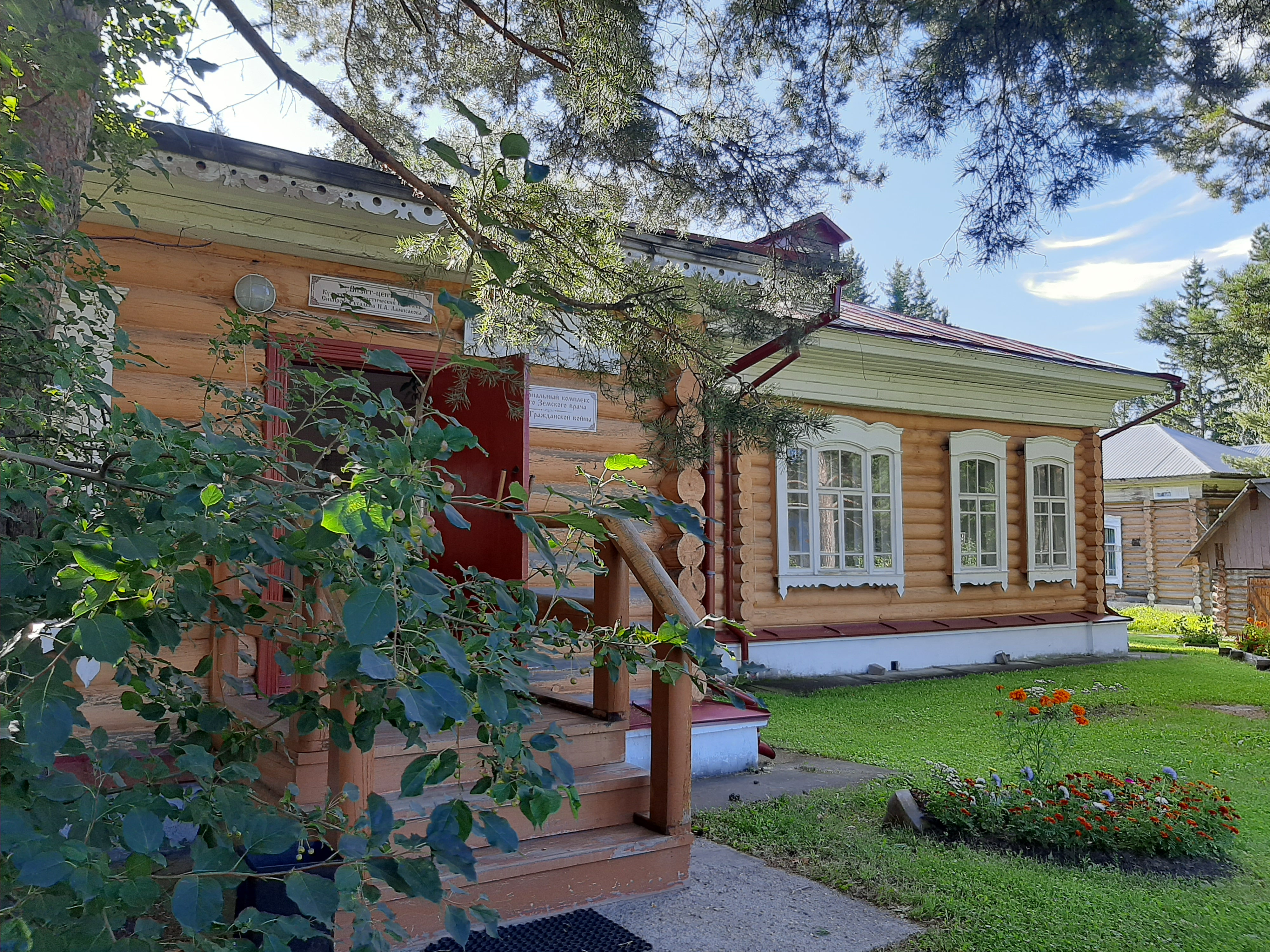
Усадьба Н. А. Лампсакова в Ново-Кусково (мемориальный кмплекс)

Был прекрасным диагностом, владел техникой полостных операций, хорошо знал акушерскую патологию, положил начало диспансеризации населения Причулымья, собрав богатейший материал по выявлению больных туберкулёзом, сифилисом, трахомой, малярией. В 1925 был делегатом Томского окружного и Всероссийского съезда участковых врачей, проходившего в Москве. Избирался делегатом Всероссийского съезда Советов рабочих, крестьянских и красноармейских депутатов (1927), удостоен звания Герой труда.
Однако с началом 1930-х гг. всё чаще возникали ситуации раздражения районного начальства доктором и работой его больницы, где «не приживались» направленные туда новоявленные, но малограмотные медицинские работники.
Арестован 12 июня 1937. Обвинён в членстве контрреволюционной организации «Союз спасения России». 18 августа 1937 г. приговорён к 10 годам ИТЛ (58-я статья), умер 19 декабря 1942 в местах лишения свободы. (по др. данным — расстрелян 29.08.1937). Реабилитирован 1 ноября 1956 г.
В 1989 году жители Ново-Кускова добились разрешения районных властей на открытии на здании больницы мемориальной доски Николаю Александровичу Лампсакову. В 2008 году на базе комплекса больницы создан историко-краеведческий и культурно-туристический комплекс «Сибирская усадьба Н. А. Лампсакова».

## Семья
Отец — сельский священник Александр Парфенович Лампсаков. Мать — Глафира Алексеевна Лампсакова. Семья была многодетной. У Николая Александровича Ламсакова было 3 брата и 5 сестер. Женой у него была Елена Дмитриевна Архангельская (ум. в 1953 г.), с которой он познакомился во время обучения в университете (обвенчались 12 ноября 1903 г. в храме Казанской Божией Матери в Ново-Кусково).